# 元修義
元 修義（元脩義、げん しゅうぎ、生年不詳 - 525年）は、北魏の皇族。字は寿安。

## 経歴
汝陰王拓跋天賜の五男として生まれた。書伝を渉猟して、文才があり、孝文帝に見込まれた。元士から左将軍・斉州刺史に任じられた。斉州ではたびたび刺史が亡くなっていたため、修義は何度か上表して固辞した。孝文帝は「吉凶は人によるもの」と言って辞退を許さなかったため、修義はやむなく赴任した。修義の統治は寛容で、斉州にあること4年のあいだ、1人も殺さなかった。秦州刺史に転じた。孝明帝の初年、庶人とされていた元禧や元愉らの以前の罪を許し、陵墓のための土地を賜るよう上奏した。霊太后は修義の上奏を越権行為であるとして許さなかった。このころから修義は収賄に励むようになった。
後に吏部尚書に累進した。修義は賄賂の額を基準に人事を左右した。中散大夫の高居が上党郡太守の地位を求めたが、修義は他の人物に決めていたため、高居に地位を与えなかった。高居は大言して不遜な態度であったため、修義は部下に命じて高居を縛って引き回させた。高居は人々の前で「天唱賊」と呼ばわった。それを見た人が、賊とは誰のことかと訊ねた。高居は修義を指さして、「この座の上にある者が、天子の命にそむいて、賄賂の多い者に官を得させ、京師をあきらかに脅かしている。これは大賊ではないか」と答えたため、修義は顔色を失った。高居は修義の罪状を孝明帝に訴えようと図ったが、左僕射の蕭宝寅がさとしたため、取りやめた。
524年（正光5年）、秦州で莫折念生が乱を起こすと、修義は尚書右僕射を兼ね、西道行台・行秦州事となって、北魏の官軍を統率して反乱軍を討つこととなった。修義は酒を好み、毎日飲んでいたために精神を病んで、長安まで到着したが、軍事の役には立たなかった。元志が敗死し、反乱軍が東は黒水に進出するにいたって、代わって蕭宝寅が反乱討伐のために派遣され、修義は雍州刺史となった。525年（正光6年）5月11日、雍州で死去した。司空の位を追贈された。諡は文といった。
子の元均は、給事黄門侍郎となった。

## 伝記資料
- 『魏書』巻19上 列伝第7上
- 『北史』巻17 列伝第5
- 魏故使持節侍中司空公都督冀瀛滄三州諸軍事領冀州刺史元公墓誌銘（元寿安墓誌）